# Dipcadi brevifolium
Dipcadi brevifolium är en sparrisväxtart som först beskrevs av Carl Peter Thunberg, och fick sitt nu gällande namn av Henry Georges Fourcade. Dipcadi brevifolium ingår i släktet Dipcadi och familjen sparrisväxter. Inga underarter finns listade i Catalogue of Life.